# Gustaf Setterquist
Gustaf Adolf Setterquist, född 16 juni 1842 i Hallsberg, Örebro län, död 3 januari 1906 i Örebro, var en svensk orgelbyggare. Han var son till Erik Adolf Setterquist.
Efter genomgången folkskola kom han 1853 vid 11 års ålder i enskild undervisning hos magister J. G. Thunberg i Högsjö, Vingåker, och började 1857 vid den nystartade Tekniska elementarskolan i Örebr, som dess första elev. Där studerade han i tre år för att sedan komma ut i arbetslivet 1860, där Setterquist gick under ledning av ingenjör A. F. Björkman och var lärling hos modellsnickaren J. A. Wikström i Brevens Bruks Mekaniska verkstad, Askers landskommun, som själv byggde fem kammarorglar på sina lediga stunder. Denna lärojour varade till slutet av 1861. 1862 blev Setterquist anställd vid sin fars orgelfabrik E. A. Setterquist i Hallsberg och följde med vid faderns öppnande av fabriken i Örebro 1864 i gamla Tekniska skolans lokaler. För mer utrymmesbehov flyttade fabriken 1866 till en inköpt  gård nr. 9 vid Gamla gatan i Örebro där två verkstäder byggdes. Setterquist hade sedan tidigare arbetat för företaget med fadern och samarbetet blev officiellt 1874 då firmanamnet ändrades till E. A. Setterquist & Son. Redan 1879 tog han över ledningen av fabriken då fadern mer drog sig tillbaka, fastän fortfarande engagerad i företagets utveckling. 1881 tog Setterquist orgelbyggarexamen vid Musikaliska Akademien i Stockholm. 1880-1884 byggdes en ny modern fabrik upp vid Östra Bangatan i Örebro med specialmaskiner för ångkraft, första för Sverige inom orgelbyggarbranschen. Därefter tog han över ledningen av företaget efter faderns död våren 1885. Företaget tog sedan bland annat patent på en crescendo- och diminuendolåda samt köpte ett patent på ett rörpneumatiskt system som var tillförlitligt av orgelbyggaren Fredrik Johnsén i Flensburg, som började installeras i orglar från 1898. 1897 blev Setterquist associerad ledamot i Musikaliska akademin. Våren 1905 gjorde Setterquist även en studieresa i orgelbyggnadskonsten i Tyskland, Belgien, Schweiz, Frankrike och Italien. Under orgelbygget i Älvdals kyrka hösten 1905 fick Setterquist ett svimningsanfall och föll till golvet. När han vaknade upp, sade han till sin son: "Du skall få se, Gunnar, att det är sista gången du och jag äro ute och intonera". 3 januari 1906 avled Setterquist av en hjärnblödning och efterlämnade hustru Emilie Christiansson och två söner samt fyra döttrar. Gustaf Setterquist begravdes 8 januari 1906 i familjegraven på Längbro kyrkogård, Örebro.
Bland Setterquists medarbetare märks Gustaf Olsson, verkmästaren Alfred Österdahl (f. 1858), som ansågs duktig på pneumatiska systemet, och den mångårige verkmästaren Birger Göransson, som 1937 köpte firman av Gunnar Setterquist.